# Priključenuja Korzinkinoj
Priključenuja Korzinkinoj (Приключения Корзинкиной) è un film del 1941 diretto da Klimentij Borisovič Minc.